# 네잎 클로버

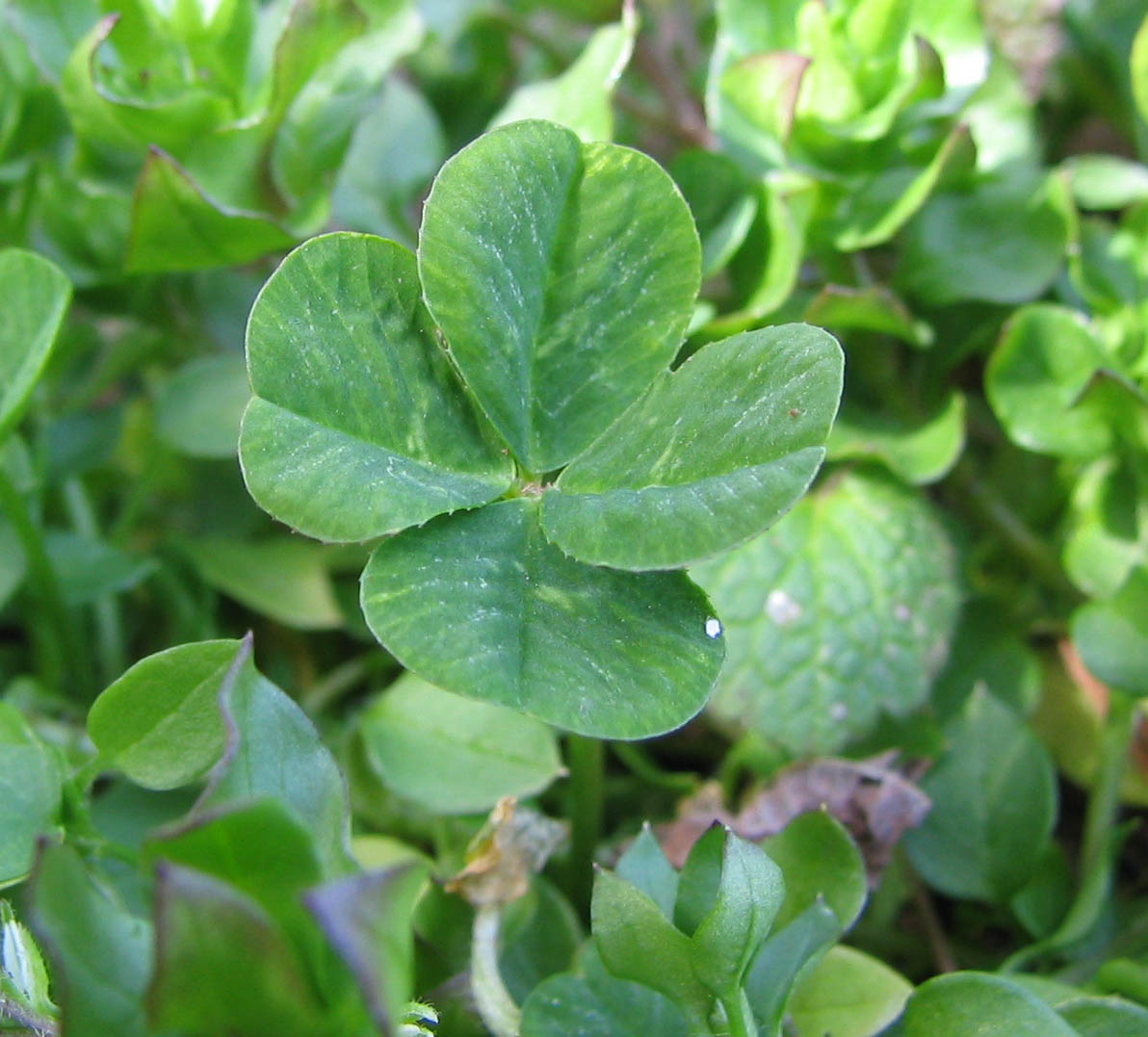
네잎 클로버

네잎 클로버(영어: Four-leaf clover)는 네 잎을 가지는, 토끼풀속의 기형이다. 예부터 전해지는 미신에서는 행운을 가져온다고 한다. 하지만 이 미신의 역사나 과학적 근거는 불분명하다.
콩과의 여러해살이풀인 토끼풀(Trifolium repens)의 돌연변이가 아닌, 일시적인 기형 현상으로 4잎이 된다.

## 발생
대략 10,000번에 한 번 꼴로 네잎 클로버가 핀다고 알려져 있다.(0.01%) 그러나 실제로 5백만 개의 클로버를 조사한 결과 네잎 클로버가 핀 것은 5000번에 한 번 꼴로 알려진 확률의 2배이다.(0.02%) 또한 네잎클로버는 옮겨심는다고 그곳에 또 다른 네잎클로버는 나지 않는다. 